# Viola × wittrockiana
Viola × wittrockiana Gams è una pianta ibrida ornamentale appartenente alla famiglia Violaceae. Ottenuta dall'incrocio tra diverse specie di Viola tra cui Viola tricolor, è nota anche come Viola tricolor hortensis, ma il nome scientifico corretto per gli ibridi è Viola × wittrockiana.
Comunemente conosciuta come Viola del Pensiero, la sua coltivazione è molto diffusa a livello ornamentale.
Il nome scientifico Viola tricolor var. hortensis, è ambiguo. La Viola tricolor var. hortensis Groenland & Rümpler è un sinonimo di Viola × wittrockiana,  mentre Viola tricolor var. hortensis DC. fa riferimento ad una varietà orticola di viole del pensiero selvatiche (ovvero Viola tricolor senza ibridazioni interspecifiche) che è stato illustrato in Flora Danica nel 1777 ben prima che venisse creato l'ibrido di Viola × wittrockiana.